# وارتسيلا
شركة وارتسيلا للإنشاءات هي شركة فنلندية تقوم بتصنيع وصيانة مصادر الطاقة وغيرها من المعدات في الأسواق البحرية والطاقة. تشمل المنتجات الأساسية للشركة منتجات لقطاع الطاقة، بما في ذلك محطات توليد الطاقة التي تعمل بالغاز والوقود المتعدد والوقود السائل والوقود الحيوي وأنظمة تخزين الطاقة، وتقنيات للقطاع البحري، بما في ذلك سفن الرحلات البحرية والعبارات وسفن الصيد والسفن التجارية والسفن البحرية والسفن الخاصة والقاطرات واليخوت والسفن البحرية. تتضمن قدرات تصميم السفن العبارات والقاطرات والسفن المخصصة للصيد والتجارة والقطاعات البحرية والخاصة. تتضمن عروض الخدمات الخدمات عبر الإنترنت، والخدمات تحت الماء، وخدمات الشاحن التوربيني، بالإضافة إلى الخدمات الخاصة بالأسواق البحرية والطاقة والنفط والغاز. في نهاية ديسمبر 2023، وظفت الشركة 17800 عامل.
للشركة نشاطين تجاريين رئيسيين، نشاط الطاقة الذي يركز على سوق الطاقة، ونشاط البحرية الذي يركز على سوق النقل البحري. تتركز أعمالنا البحرية بشكل رئيسي في أوروبا والصين وشرق آسيا، في حين أن أسواق أعمالنا في مجال الطاقة الرئيسية هي جنوب وجنوب شرق آسيا والشرق الأوسط وأفريقيا وأمريكا اللاتينية. لدى الشركة مواقع في حوالي 80 دولة، بما في ذلك الولايات المتحدة والبرازيل وفنلندا وألمانيا وجنوب إفريقيا وسنغافورة والصين، ولكنها تعمل على مستوى العالم.
كما أعربت الشركة عن نيتها في التحول من شركة لتصنيع المعدات إلى شركة ذكية في مجال الطاقة والبحرية، وذلك بعد الاستحواذ على بعض الشركات وإنشاء مراكز تسريع رقمية في هلسنكي، وسنغافورة، وأوروبا الوسطى، وأمريكا الشمالية.
في عام 2023، صنفت مجلة تايم شركة وارتسيلا ضمن أكثر 100 شركة تأثيرًا في العالم.

## تاريخ

### الأصول
تأسست الشركة عندما وافق حاكم مقاطعة شمال كاريليا على بناء مصنع للخشب في بلدية توهمايارفي، دوقية فنلندا الكبرى في 12 أبريل 1834. تم الاستيلاء على مصنع الخشب قريبًا من قبل الصناعي نيلز لودفيج أربي، الذي بنى مصانع الحديد في المبنى. في عام 1898 تم تغيير اسم الشركة إلى وارتسيلا إيه بي.

### محركات الديزل
في عام 1938 بدأ عصر محركات الديزل عندما وقعت الشركة اتفاقية ترخيص مع شركة فريدريش كروب جيرمانيا فيرفت إيه جي في ألمانيا. تم إنتاج أول محرك ديزل في توركو، فنلندا، في نوفمبر 1942. خلال العقود التالية، تم التركيز بشكل أكبر على تصنيع محركات الديزل والغاز من خلال الاستحواذ على الشركة السويدية NOHAB في عام 1978، والشركة الفرنسية (SACM)، وشركة هولندية في عام 1989. في عام 1997، استوعبت الشركة محرك الديزل الذي ينتج محرك الديزل الجديد Sulzer Diesel (NSD)، والذي تم إنشاؤه بواسطة Sulzer في عام 1990.
في عام 2015، قامت الشركة ببيع محفظة محركاتها ثنائية الأشواط إلى مشروع مشترك، والذي تم بيعه بالكامل في عام 2016. تم تصنيع بعض هذه المحركات على الأقل، مثل محرك RT-flex68-D، بموجب ترخيص من قبل شركات مصنعة في كوريا مثل هيونداي للصناعات الثقيلة  ودوسان. تحت نظام ون جي دي، يتم تصنيع بعض المحركات أيضًا بواسطة شركة ميتسوي إي آند إس ديزل يونايتد، والتي كانت تُعرف سابقًا باسم IHI.

### محركات هجينة
في عام 2020، وضعت الشركة خططًا لتوريد حلول المحرك الهجين لشركة Finnlines.

### توسيع المحفظة
من خلال الاستحواذ على شركة جون كرين ليبس، مورد أنظمة الدفع البحري في عام 2002، وشركة الأتمتة الكاملة المتخصصة في الأتمتة البحرية في عام 2006، وشركة هامورثي المتخصصة في المعدات في عام 2012، وشركة L-3 البحرية للأنظمة العالمية في عام 2014، وسعت الشركة محفظتها بشكل كبير.

## السوق البحري
تخدم الشركة الأسواق التجارية والبحرية والسياحية والعبارات والبحرية وصيد الأسماك والقاطرات واليخوت والسفن الخاصة، ويشمل العرض تصميم السفن والمحركات الرئيسية والمساعدة وأنظمة الطاقة المساعدة والحزم الكهربائية والأتمتة والمراوح (مثل نفاثات المياه والدافعات والمراوح والفوهات ) والأختام والمحامل والتروس والدفات وأجهزة التنظيف والغلايات وجميع الخدمات ذات الصلة، مثل الإصلاح والتكوين والترقية والتدريب والصيانة والخدمات البيئية.
يتكون العملاء من كل من أحواض بناء السفن وأصحاب السفن. تتراوح المنتجات البيئية من تقليل الانبعاثات الجوية، مثل أكاسيد النيتروجين وأكاسيد الكبريت وأول أكسيد الكربون والمركبات العضوية المتطايرة (VOCs)، إلى معالجة مياه الصرف الصحي الزيتية وأنظمة المياه الأخرى مثل أنظمة إدارة مياه الصابورة.
كانت الشركة من أهم شركات بناء السفن الفنلندية من عام 1935 حتى عام 1989، حيث قامت ببناء العبارات السياحية والسفن السياحية وحصة كبيرة من كاسحات الجليد في العالم. أصبحت شركة حوض بناء السفن وارتسيلا مارين توركو السابقة مملوكة الآن لشركة ماير ويرفت بموجب فرعها ماير توركو، ويتم تشغيل حوض بناء السفن في هلسنكي بواسطة شركة تحمل نفس الاسم مملوكة لشركة ديفي لبناء السفن الكندية.

## سوق معدات الطاقة
شركة وارتسيلا هي شركة رائدة في توفير محطات الطاقة في مجال توليد الطاقة الموزعة والمرنة. تتكون محفظة المنتجات من منشآت تصل إلى 600 ميجاوات، تعمل على أي وقود غازي أو سائل، مثل زيت الوقود الثقيل، والغاز الطبيعي، والغاز الطبيعي المسال، وأنواع ونوعيات مختلفة من زيوت الوقود، والوقود المتجدد مثل الغاز الحيوي والوقود الحيوي . بالإضافة إلى موثوقية توليد الطاقة الأساسية التقليدية، تتمتع المحركات بالقدرة على البدء والتوقف بسرعة وتحافظ على كفاءتها في الحمل الجزئي، مما يجعلها مناسبة تمامًا لإنتاج الطاقة في أوقات الذروة، والشبكات الذكية، وأنظمة الطاقة في حالات الطوارئ . كما يمكنهم الاستفادة من الدورة المشتركة والتوليد المشترك لإنتاج البخار أو الماء الساخن للتدفئة، والتوليد الثلاثي للمياه المبردة، والتي يمكن استخدامها لتكييف الهواء.
كما تقدم الشركة أيضًا منتجات وخدمات لإدارة استقرار الشبكة، واستخدام مشاعل الغاز، وتطبيقات الضخ (مثل محركات المضخات والضغط)، والخدمات المالية، وخدمات إدارة المشاريع المتعلقة بتوليد الطاقة.
في عام 2016، وقعت الشركة اتفاقية للاستحواذ على شركة جرينسميث لأنظمة إدارة الطاقة. في مارس 2018، أعلنت الشركة أنها سلمت أكبر سفينة في العالم  محطة الطاقة الشمسية الهجينة، تقع في بوركينا فاسو.
توفر الشركة حوالي 25 بالمائة من إجمالي طاقة الشبكة في بنغلاديش، مع ارتفاع إجمالي إمدادات الطاقة التي تقدمها الشركة إلى بنغلاديش إلى أكثر من 4200 ميجاوات عندما يبدأ تشغيل محطة الطاقة التي تبلغ قدرتها 105 ميجاوات والتي تبنيها شركة بركة شيكلباها للطاقة المحدودة بكامل طاقتها في ربيع عام 2019. تشتمل منتجات وأنظمة الطاقة الواسعة النطاق لشركة وارتسيلا على الولايات المتحدة وألمانيا والمملكة المتحدة والصين وروسيا وسنغافورة وبنغلاديش والهند وإندونيسيا وميانمار والسنغال وجمهورية الدومينيكان وأستراليا والمملكة العربية السعودية وتنزانيا والمغرب والأرجنتين وسيراليون والبرازيل وفنلندا وموريشيوس ورواندا وهندوراس والسلفادور وكازاخستان والمكسيك والأردن وعُمان.

## تخزين البطارية
بعد الاستحواذ على شركة جرين سميث في عام 2017، دخلت الشركة سوق تخزين البطاريات العالمية باعتبارها شركة لتخزين الطاقة وتحسينها. وصلت أعمال تخزين الطاقة الخاصة بها إلى الربحية في عام 2023. يشتمل عرض الشركة على أجهزة نظام تخزين طاقة البطارية من خلال مجموعة "الكم" الخاصة بها، وبرامج التحكم والتحسين مع منصة جيمس للطاقة الرقمية، وخدمات دورة حياة المنتج.

## سوق الخدمات
تتكون شبكة الخدمة المملوكة بالكامل من أكثر من 4500 متخصص في الخدمات الميدانية في أكثر من 160 موقعًا في أكثر من 70 دولة حول العالم، مع قاعدة مثبتة تزيد عن 180 ألف ميجاوات. يركز هذا الكتاب على تحسين العمليات وأداء دورة حياة محطات الطاقة الأرضية ومنشآت السفن.
تقدم الشركة الخدمات وقطع الغيار والصيانة والترقيات ومنتجات تحويل الوقود لمحركات الغاز والديزل متوسطة ومنخفضة السرعة وغيرها من الأنظمة ذات الصلة وأنظمة الدفع والأنظمة الكهربائية والأتمتة والغلايات بما في ذلك الحلول البيئية المتعلقة بالجسيمات وأكاسيد النيتروجين، والتي تغطي أجهزة التنظيف والاختزال الحفزي الانتقائي وحفازات الأكسدة  وأنظمة معالجة مياه الصابورة وأنظمة المياه الزيتية واتفاقيات الخدمة طويلة الأجل والتدريب ومراقبة الحالة وخدمات الصيانة والاستشارات القائمة على الحالة.
في يناير 2017، أعلنت الشركة وشركة الكرنفال عن اتفاقية قائمة على الأداء مدتها 12 عامًا بقيمة 900 مليون يورو. في الأول من أكتوبر 2018، أعلنت الشركة أنها ستعيد تنظيم نفسها في منطقتين تجاريتين، من خلال دمج أعمال الخدمات في أعمال البحرية والطاقة الحالية.

## حصة السوق والمنافسين
في نهاية عام 2023، بلغت حصة وارتسيلا في سوق المحركات البحرية الرئيسية متوسطة السرعة 46% وفي المحركات المساعدة 17%. في نهاية عام 2023، بلغت حصتها في سوق محطات الطاقة التي تعمل بالغاز والوقود السائل 13%.
أكبر المنافسين للشركة في السوق البحرية هم MAN Energy Solutions و كاتربيلر. من بين المنافسين الرئيسيين في سوق الطاقة شركة جنرال إلكتريك، وشركة سيمنز، وشركة ميتسوبيشي للصناعات الثقيلة، وشركة أنسالدو إنيرجيا. عندما يتعلق الأمر بأنظمة تخزين الطاقة، فإن المنافسين الرئيسيين للشركة هم تسلا موتورز و طاقة فلوانس .

## المحركات
تنتج الشركة مجموعة واسعة من محركات الديزل رباعية الأشواط متوسطة السرعة ومحركات الغاز ومحركات الوقود المزدوج والمتعدد للدفع البحري وتوليد الكهرباء على متن السفن ومحطات الطاقة البرية. يتم تحديد طرازات المحرك من خلال قطر أسطوانة المحرك بالسنتيمتر، والذي يتراوح من 20 إلى 46 سنتيمتر (7.9 إلى 18.1 بوصة) . أصغر سلسلة محركات، وارتسيلا 20، تنتج ما بين 200 إلى 220 كـو (270 إلى 300 حصان) حصانًا. لكل أسطوانة، ويتوفر في تكوينات متتالية من 4 إلى 9 أسطوانات. تنتج أكبر سلسلة محركات، وارتسيلا 46F، ما يصل إلى 1,200 كـو (1,600 حصان)ويتوفر لكل أسطوانة، وهو متوفر في شكلين متتاليين وVe، مع ما يصل إلى 16 أسطوانة للاستخدام البحري و20 أسطوانة لمحطات الطاقة الأرضية. في الماضي، أنتجت شركة Wärtsilä أيضًا أقوى سلسلة محركات متوسطة السرعة في العالم، وهي Wärtsilä 64، بقوة إنتاجية تبلغ 2,150 كـو (2,880 حصان) لكل اسطوانة. في عام 2015، حقق محرك وارتسيلا31 لقب غينيس للأرقام القياسية لأكثر محرك ديزل رباعي الأشواط كفاءة. 
تم الإعلان عن اتفاقية مشروع مشترك بين الشركة وشركة الشركة الصينية لبناء السفن للاستحواذ على أعمال محركات الشوطين لشركة وارتسيلا في يوليو 2014 وتم الانتهاء منها في يناير 2015، حتى ذلك الوقت، كانت الشركة تبني محركات منخفضة السرعة في تكوين خطي، بخمس أسطوانات (5RT-flex35) إلى أربع عشرة أسطوانة (14RT-flex96C). أقوى محرك منخفض السرعة أنتجته الشركة على الإطلاق، وهو نسخة مكونة من 14 أسطوانة من محرك Wärtsilä-Sulzer RTA96-C ينتج 80,080 كـو (107,390 حصان) ويستخدم لدفع سفن الحاويات من فئة Mærsk E.
اعترفت الشركة بالتلاعب باختبارات استهلاك الوقود بعد التدقيق الداخلي في عام 2016، قائلة إن بضع مئات من المحركات تأثرت.  وزعمت الشركة أن تأثير هذا التلاعب على العملاء كان هامشيًا.

## الاستدامة
نشرت الشركة تقريرها البيئي الأول في عام 2001،  وتقريرها الأول للاستدامة في عام 2003. وقعت الشركة على مبادرة الميثاق العالمي للأمم المتحدة في عام 2009. تم تحديد القواعد والإرشادات المشتركة لجميع الموظفين بشأن نهج وارتسيلا لممارسات الأعمال المسؤولة في مدونة قواعد السلوك الخاصة بالشركة. يتم تحديد متطلبات الموردين فيما يتعلق بالاستدامة وإمكانية التتبع وتخطيط استمرارية الأعمال في دليل الموردين الخاص بالشركة.
تم تضمين الشركة في العديد من مؤشرات الاستدامة بما في ذلك مؤشرات داو جونز للاستدامة، ومؤشر FTSE4Good، ومؤشر أوروبا التميز، ومؤشرات ECPI، وسلسلة مؤشرات MSCI العالمية للاستدامة، وكتاب روبيكوسام السنوي للاستدامة.

## الأرقام الرئيسية

### الأرقام الرئيسية لعام 2023:[41]
- ارتفع حجم الطلبات بنسبة 16% إلى 7,070 مليون يورو (6,074)
- ارتفع دفتر الطلبات في نهاية الفترة بنسبة 13% إلى 6,694 مليون يورو (5,906)
- ارتفعت المبيعات الصافية بنسبة 3% إلى 6,015 مليون يورو (5,842)
- ارتفعت النتيجة التشغيلية بمقدار 427 مليون يورو إلى 402 مليون يورو (-26)، وهو ما يمثل 6.7% من صافي المبيعات (-0.4)
- ارتفع صافي الربح الأساسي للسهم إلى 0.44 يورو (-0.11)
- ارتفع التدفق النقدي من الأنشطة التشغيلية إلى 822 مليون يورو (-62)

تظهر كافة الأرقام باستثناء العناصر غير المتكررة وأرباح البيع.